# Il supplizio dei leoni
Il supplizio dei leoni, noto anche con il titolo Verso la vittoria, è un film del 1914, diretto da Luigi Mele.

## Trama
Il banchiere Starry vende azioni per lo sfruttamento delle miniere della "Terra dell'Oro", situata "al di là dell'oceano". Sennonché non c'è alcuna miniera.
Il giornale "Il Globo" riceve una lettera anonima che avvisa che l'operazione del banchiere è verosimilmente una truffa. Il redattore Georges Fergusson viene incaricato di occuparsi della vicenda. Ma prima di recarsi sul luogo Fergusson ha da affrontare diversi impedimenti. In primo luogo si tenta invano di comprarlo affinché non parta; poi viene sfidato a duello dal conte James Park, abile schermidore e pretendente (rifiutato) di Margaretha, la figlia di Starry, col preciso intento di ucciderlo.
Sarà James a rimanere leggermente ferito, e a precedere comunque Fergusson – che intanto ha stabilito un rapporto amoroso con Margaretha - nella Terra dell'Oro, per preparargli un macabro benvenuto: infatti, giunto sul posto, egli ricorre all'aiuto del feroce Saba, "il rapinatore del deserto". Intanto si sparge la voce della futura inchiesta del Globo, mettendo in apprensione gli azionisti. Quando il giornalista arriva alla Terra dell'Oro viene condotto da Almara, la sua guida locale, verso il luogo delle presunte miniere d'oro, ma gli uomini di Saba, in un'imboscata presso la "gola del diavolo", lo fanno prigioniero e lo portano in località "Oasi dei leoni".
Lì James Park ha intanto contattato Forbes, il "cacciatore di leoni". Fergusson viene confinato in un locale che soltanto un'esile inferriata divide dalla gabbia dove si aggirano diversi leoni. James accende una candela ed intima a Fergusson di scrivere al proprio giornale notizie che confermino l'esistenza di copiose vene aurifere nelle miniere pubblicizzate da Starry: se non l'avrà fatto prima del consumarsi del lume, James solleverà l'inferriata e il giornalista sarà sbranato dalle fiere, digiune da due giorni.
Poco prima che la fiamma si estingua, Fergusson consegna a James la lettera richiesta, che viene subito inoltrata all'ufficio postale.
Almara però era sfuggito all'imboscata, e ora tenta in tutti i modi di liberare Fergusson. Giunto nel suo luogo di prigionia, egli appicca un incendio al caseggiato: i leoni scappano, di James si perdono le tracce, e Fergusson viene liberato. Una nuova lettera viene inviata alla redazione, nella quale si disconosce il contenuto della lettera precedente, estorta sotto minacce, e si conferma invece che l'operazione di Starry è una palese truffa. Il Globo esce in edizione straoridaria, gli azionisti sono inviperiti.
Il banchiere, ricercato, fugge in Svizzera con la figlia ed il maltolto. Margaretha lo convince a restituire tutto il denaro agli azionisti, e viene raggiunta da Fergusson, con il quale riconferma il suo  patto d'amore.

## Produzione
La pellicola consta di cinque bobine per una lunghezza totale di 1242 metri.
Una copia della pellicola, con didascalie olandesi, recante il titolo Overwinnig na strijd è conservata presso l' EYE Film Instituut Nederland.

## Distribuzione
Il film è uscito nelle sale cinematografiche italiane nel 1914, presumibilmente prima di o entro marzo (mese della sua uscita in Spagna).
Negli Stati Uniti, il film è uscito, distribuito dalla Pasquali American Company, col titolo A Mexican Mine Fraud; or, The Game That Failed, nel luglio del 1914.